# Primer ministro de Australia
El primer ministro de Australia es el jefe de Gobierno de la Mancomunidad de Australia. El primer ministro es el líder del gobierno federal y también rinde cuentas al parlamento federal en virtud de los principios de gobierno responsable. El primer ministro en funciones es Anthony Albanese, que asumió el cargo en mayo de 2022 como líder del Partido Laborista.
Nombrado formalmente por el gobernador general, el cargo de primer ministro se rige por la convención del sistema Westminster, ya que no está descrito en la Constitución australiana. Para ser primer ministro, un político debe ser capaz de obtener la confianza de la Cámara de Representantes. Como tal, el primer ministro suele ser el líder del partido o de la coalición mayoritaria. Los primeros ministros no tienen una duración o un número de mandatos establecidos, pero el mandato de un individuo suele terminar cuando su partido político pierde unas elecciones federales, o cuando pierde o abandona el liderazgo de su partido.
El poder ejecutivo recae formalmente en el monarca y es ejercido por el gobernador general con el asesoramiento de los ministros del gobierno, que son nombrados por el primer ministro y forman el Consejo Ejecutivo Federal. Los ministros de mayor rango forman el Gabinete Federal, que preside el primer ministro. El primer ministro también dirige el Gabinete Nacional y el Comité de Seguridad Nacional. El apoyo administrativo lo proporciona el Departamento del primer ministro y del Gabinete. El primer ministro tiene dos residencias oficiales: The Lodge en Canberra y Kirribilli House en Sídney, así como una oficina en la Parliament House.
Treinta personas han ocupado el cargo de primer ministro, el primero de los cuales fue Edmund Barton, que asumió el cargo el 1 de enero de 1901 tras la federación. El primer ministro que más tiempo estuvo en el cargo fue Robert Menzies, que duró más de 18 años, y el que menos, Frank Forde, que estuvo una semana. No existe una línea de sucesión legislada, sin embargo la convención determina que el gobernador general encargue al vice primer ministro de forma interina.

## Base constitucional y nombramiento
El primer ministro de Australia es nombrado por el gobernador general de Australia en virtud del artículo 64 de la Constitución australiana, que faculta al gobernador general para nombrar a los ministros de Estado del Gobierno con el asesoramiento del Consejo Ejecutivo Federal, y exige que sean miembros de la Cámara de Representantes o del Senado, o que pasen a serlo en los tres meses siguientes al nombramiento. El primer ministro y el tesorero son tradicionalmente miembros de la Cámara, pero la Constitución no establece este requisito. Antes de prestar juramento como ministro de Estado, una persona debe jurar primero como miembro del Consejo Ejecutivo Federal si no lo es ya. La pertenencia al Consejo Federal Ejecutivo da derecho al estilo de "The Honourable" (normalmente abreviado como "The Hon") de por vida, salvo circunstancias excepcionales. Los miembros principales del Consejo Ejecutivo constituyen el Gabinete de Australia.
El primer ministro, al igual que los demás ministros, suele jurar su cargo ante el gobernador general y, a continuación, se le entrega la comisión (carta patente) del cargo. Cuando es derrotado en unas elecciones, o al dimitir, se dice que el primer ministro "entrega la comisión" y en realidad lo hace devolviéndola al gobernador general. En caso de que un primer ministro muera en el cargo, o quede incapacitado, o por otras razones, el gobernador general puede poner fin a la comisión. Los ministros ejercen su cargo "durante el tiempo que desee el gobernador general" (artículo 64 de la Constitución de Australia), por lo que, en la práctica, el gobernador general puede destituir a un ministro en cualquier momento, notificándole por escrito el cese de su cargo; sin embargo, su facultad para hacerlo, salvo por consejo del primer ministro, está muy limitada por convención.

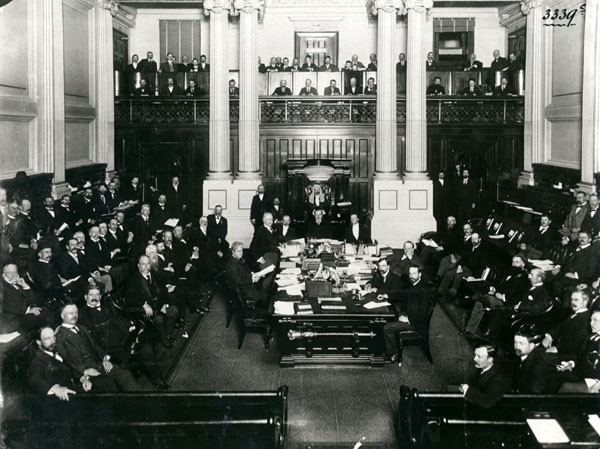
El primer primer ministro de Australia, Edmund Barton, en la mesa central de la Cámara de Representantes en 1901.

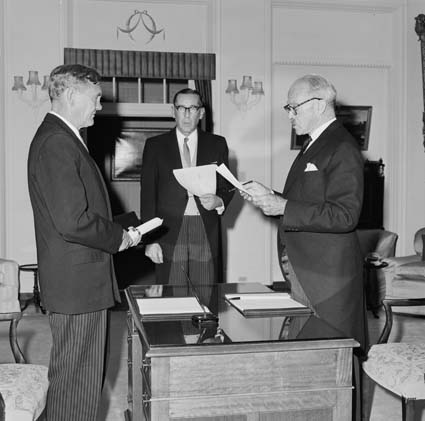
John Gorton jura su cargo como 19.º primer ministro el 10 de enero de 1968. Hasta la fecha, Gorton es el único senador que ha ejercido como primer ministro, aunque rápidamente pasaría a la Cámara de Representantes como miembro de Higgins.

Según la convención, el primer ministro es el líder del partido mayoritario o del mayor partido de una coalición de partidos en la Cámara de Representantes que goza de la confianza de la Cámara. El gobernador general también puede destituir a un primer ministro que no sea capaz de aprobar el proyecto de ley de abastecimiento del gobierno en las dos cámaras del parlamento, incluido el Senado australiano, donde el gobierno no suele tener la mayoría, como ocurrió en la crisis constitucional de 1975. Otros comentaristas sostienen que el gobernador general actuó de forma indebida en 1975, ya que Whitlam seguía conservando la confianza de la Cámara de Representantes, y no existen convenciones generalmente aceptadas que guíen el uso de los poderes de reserva del gobernador general en esta circunstancia. Sin embargo, no existe ningún requisito constitucional de que el primer ministro forme parte de la Cámara de Representantes, ni siquiera de que sea miembro del parlamento federal (con un límite de tres meses prescrito por la Constitución), aunque por convención siempre es así. El único caso en el que un miembro del Senado fue nombrado primer ministro fue el de John Gorton, que posteriormente renunció a su puesto en el Senado y fue elegido como miembro de la Cámara de Representantes por Higgins.
A pesar de la importancia del cargo de primer ministro, la Constitución no lo menciona por su nombre. Los autores de la Constitución consideraron que las convenciones del sistema de Westminster estaban lo suficientemente arraigadas en Australia como para no tener que detallarlas. De hecho, antes de la Federación, en 1901, los términos "premier" y "primer ministro" se utilizaban indistintamente para designar al jefe de Gobierno de una colonia.
Si un gobierno no consigue que la Cámara de Representantes apruebe su legislación presupuestaria, o la Cámara aprueba un voto de "no confianza" en el gobierno, el primer ministro está obligado por convención a aconsejar inmediatamente al gobernador general que disuelva la Cámara de Representantes y celebre nuevas elecciones.
Tras la dimisión en otras circunstancias o el fallecimiento de un primer ministro, el gobernador general suele nombrar al vice primer ministro como nuevo primer ministro, hasta que el partido gobernante o el partido principal de la coalición elija a un líder de partido alternativo. Esto ha dado lugar a que los líderes del Country (ahora llamado Partido Nacional) sean nombrados como primer ministro, a pesar de ser el partido más pequeño de su coalición. Esto ocurrió cuando Earle Page fue designado primer ministro interino tras la muerte de Joseph Lyons en 1939, y cuando John McEwen fue nombrado primer ministro interino tras la desaparición de Harold Holt en 1967. Sin embargo, en 1941, Arthur Fadden se convirtió en el líder de la Coalición y posteriormente en primer ministro por acuerdo de ambos partidos de la coalición, a pesar de ser el líder del partido más pequeño de la coalición, tras la dimisión del líder del UAP, Robert Menzies.
Excluyendo los breves periodos de transición durante los cambios de gobierno o las elecciones de líderes, sólo ha habido un puñado de casos en los que alguien que no fuera el líder del partido mayoritario en la Cámara de Representantes fuera primer ministro:
- La Federación se produjo el 1 de enero de 1901, pero las elecciones para el primer parlamento no se programaron hasta finales de marzo. En el ínterin, fue necesario un gobierno en funciones no elegido. En lo que ahora se conoce como el error de Hopetoun, el gobernador general, Lord Hopetoun, invitó a Sir William Lyne, el primer ministro del estado más poblado, Nueva Gales del Sur, a formar gobierno. Lyne no pudo hacerlo y devolvió su encargo en favor de Edmund Barton, que se convirtió en el primer primer ministro y dirigió el gobierno inaugural hasta las elecciones y después de ellas.
- Durante el segundo parlamento, tres partidos (el Librecambista, el Proteccionista y el Laborista) tuvieron prácticamente la misma representación en la Cámara de Representantes. Los líderes de los tres partidos, Alfred Deakin, George Reid y Chris Watson, ocuparon el cargo de primer ministro antes de perder un voto de confianza.
- Como resultado de la división del Partido Laborista sobre el reclutamiento, Billy Hughes y sus partidarios fueron expulsados del Partido Laborista en noviembre de 1916. Posteriormente, continuó como primer ministro a la cabeza del nuevo Partido Laborista Nacional, que sólo contaba con 14 miembros de un total de 75 en la Cámara de Representantes. El Partido Liberal de la Mancomunidad -a pesar de seguir formando la Oposición oficial- le proporcionó confianza y suministro hasta febrero de 1917, cuando ambos partidos acordaron fusionarse y formaron el Partido Nacionalista.
- Durante la crisis constitucional de 1975, el 11 de noviembre de ese año, el gobernador general, Sir John Kerr, destituyó a Gough Whitlam, del Partido Laborista, como primer ministro. A pesar de que los laboristas tenían mayoría en la Cámara de Representantes, Kerr nombró al líder de la oposición, el líder liberal Malcolm Fraser, como primer ministro interino, condicionado a la aprobación de los proyectos de ley de abastecimiento del gobierno de Whitlam en el Senado y a la convocatoria de elecciones para ambas cámaras del parlamento. Fraser aceptó estas condiciones y aconsejó inmediatamente una doble disolución. Se convocaron elecciones para el 13 de diciembre, que el Partido Liberal ganó por derecho propio (aunque los liberales gobernaban en coalición con el Country Party).